# 夜襲 (軍歌)
《夜襲》為中華民國國軍軍歌之一，以軍隊的夜間作戰為主題。是一首旋律肅殺的曲子。曲子歌詞當中有兩聲「殺、殺」(重複兩次)。演唱時強調「殺氣」。黃瑩作詞，李健作曲。

## 歌詞
夜色茫茫 星月無光
只有砲聲 四野迴盪
只有火花 到處飛揚

腳尖著地 手握刀槍
英勇的弟兄們 挺進在漆黑的原野上

我們眼觀四面 我們耳聽八方
無聲無息 無聲無息
鑽向敵人的心臟 鑽進敵人的心臟

只等那信號一亮
只等那信號一響

我們就展開閃電攻擊
打一個轟轟烈烈的勝仗

## 歷史
1962年9月，中華民國國防部成立國防部軍歌創作小組，調任錢慈善、左宏元、彭樹人、黃瑩、李健、蔡伯武、劉英傑等七位於國軍各單位服役、具有詞曲創作才能幹部，集中於政工幹校創作軍歌；由政工幹校音樂系主任戴逸青負責督導，蕭而化、張錦鴻老師擔任顧問。至翌年一月，一共創作完成四十一首軍歌。當中包含多首傳唱至今的歌曲，如「九條好漢在一班」（現改名為「英雄好漢在一班」）、「我有一支槍」、「我們的事業在戰場」、「夜襲」等，是國軍歷年各項徵曲成果最為豐碩的一次。
「夜襲」係由黃瑩與李健協力創作。黃瑩與李健為政工幹校音樂系第六期同學，默契良好。上述「九條好漢在一班」、「我有一支槍」亦為兩人通力合作之優質軍歌。
「夜襲」在歌詞的表現上，生動寫實描述部隊夜間「臨戰」的氛圍；而在旋律部分，亦配合歌詞做強弱變化，由弱的力度漸漸營造到強的力度結束；在節拍方面，第一段為四四拍，中段為四二拍，最後以四四拍結束，為國軍少見深具描述性且多變化的一首軍歌，正因為表現張力如此緊湊，高潮不斷，方能在部隊及各級學校傳唱至今。
民國98年度，民視軍教片新兵日記拍攝時，劇組亦曾引用該曲作為節目插曲。
「夜襲」為民國103年度（西元2014年）國防部政治作戰局推廣軍歌。2014年，臺北市立復興高中學生以另類的方式詮釋此歌，引起了一些臺灣網民的注意。
在2018年九合一選舉競選期間，中國國民黨高雄市市長候選人韓國瑜於11月8日晚間在旗山舉行造勢晚會時，帶領支持者唱《夜襲》進場，再度讓這首歌受到矚目。韓國瑜戲稱，這是他當年追女朋友時唱的歌。人本教育文教基金會主張，《夜襲》代表的意識形態就是「排除異己，在所不惜」的仇恨意識，違背民主、和平、法治、人權，扼殺台灣的民主；但網友在PTT揭露，人本教育文教基金會創辦人史英是民主進步黨籍高雄市副市長史哲的父親。11月13日，史英召開記者會表示「追女朋友如果唱《夜襲》，是要摸到女朋友床上，這我們都很樂見」，但發現自己講錯話，立刻改口並道歉。
2020年11月20日，ETtoday新聞雲揭露，多名參加國軍教育召集的應召員表示，五天教召期間，上級單位以「政治壓力」為由建議所屬五個連隊的軍歌比賽不要選唱《夜襲》，最後四個連隊都選唱《九條好漢在一班》。11月22日，「宅神」朱學恒諷刺，「以為戒嚴解除了，沒想到還有禁歌」。